# Marquesado de las Amarillas
El marquesado de las Amarillas es un título nobiliario español creado por el rey Felipe V, por real decreto del 28 de mayo de 1746, y real despacho del 19 de mayo de 1747, expedido durante el reinado del rey Fernando VI, con el vizcondado previo de Peñacerrada, a favor de Francisco Pablo de Ahumada y Villalón.
La denominación del título se refiere a la finca familiar en Ronda llamada «Las Amarillas».

## Marqueses de las Amarillas
|                       | Titular                                  | Periodo               |
| Creación por Felipe V | Creación por Felipe V                    | Creación por Felipe V |
| --------------------- | ---------------------------------------- | --------------------- |
| I                     | Francisco Pablo de Ahumada y Villalón    | 1747-c. 1755          |
| II                    | Luisa María de Ahumada y Vera            | c. 1755-1791          |
| III                   | Jerónimo Morejón Girón y Moctezuma       | 1791-1819             |
| IV                    | Pedro Agustín Girón y de las Casas       | 1819-1842             |
| V                     | Francisco Javier Girón y Ezpeleta        | 1842-1866             |
| VI                    | Pedro Agustín Girón y Aragón             | 1866-1910             |
| VII                   | Agustín Girón y Aragón                   | 1910-1925             |
| VIII                  | Ana María Girón y Canthal                | 1926-1965             |
| IX                    | Francisco Javier Chico de Guzmán y Girón | 1965-2009             |
| X                     | Francisco Javier Chico de Guzmán y March | 2009-2012             |
| XI                    | Álvaro Chico de Guzmán y Boyer           | 2014-actual titular   |

## Historia de los marqueses de las Amarillas
- Francisco Pablo de Ahumada y Villalón (m. c. 1755), I marqués de las Amarillas.[2] Hijo de Bartolomé Félix de Ahumada y Ahumada y de Luisa Gertrudis Fernández de Villalón y Narváez.[4]

Casó con Catalina de Vera y Leiva, I marquesa de Ahumada. Sucedió su única hija:
- Luisa María de Ahumada y Vera (m. Sevilla, 10 de enero de 1791[5]), II marquesa de las Amarillas.

Casó, en primeras nupcias con su tío paterno, Agustín de Ahumada y Villalón, virrey de Nueva España y gobernador de Barcelona. Contrajo un segundo matrimonio con Francisco de Giles,maestrante de Ronda. Sin descendencia, sucedió su sobrino nieto en 1791:
- Jerónimo Morejón Girón y Moctezuma (baut. Ronda, 8 de junio de 1741-Sevilla, 17 de octubre de 1819), III marqués de las Amarillas, maestrante de Ronda[7], regidor de Ronda y de Marbella, caballero de la Orden de Santiago, gran cruz de la Orden de Carlos III y gobernador de Pamplona,[8] Era hijo de Pedro José Morejón Girón y Ahumada (1716-1771), regidor perpetuo de Ronda y de Marbella, teniente coronel de los Reales Ejércitos, maestrante de Ronda y corregidor de Segovia, y de su esposa Bernarda de Moctezuma y Salcedo.[9]

Casó, el 23 de mayo de 1770, en Barcelona, con Isabel de las Casas y Aragorri (San Sebastián, 10 de julio de 1747-Pamplona, 28 de julio de 1802), hija de Manuel Antonio de las Casas y de la Cuara y de María de Aragorri y Olavide y hermana de Francisco Javier Castaños y Aragorri, I duque de Bailén.  Sucedió su hijo:
- Pedro Agustín Girón y de las Casas, (baut. San Sebastián, 2 de enero de 1778-Madrid, 17 de mayo de 1842), IV marqués de las Amarillas,[10] I duque de Ahumada, grande de España, teniente general, presidente del Estamento de Próceres, gran cruz de la Orden de Carlos III y de la Orden de San Fernando.[11][12]

Casó, en la parroquia de San Millán de Beire (Navarra), el 5 de junio de 1802, con María de la Concepción Donate de Ezpeleta y Enrile (La Habana, 1784-Madrid, 1870), hija de José Manuel de Ezpeleta y Galdeano, I conde de Ezpeleta de Beire, y de María de la Paz de Enrile y Alcedo, hija de Jerónimo Enrile, I marqués de Casa Enrile. Le sucedió su hijo:
- Francisco Javier Girón y Ezpeleta (Pamplona, 11 de marzo de 1803-18 de diciembre de 1869), V marqués de las Amarillas, II duque de Ahumada, grande de España,[13] gran cruz de la Orden de Carlos III, fundador de la Guardia Civil.[12][15]

Casó, el 9 de enero de 1834, en Alcalá de Guadaira, con Nicolasa de Aragón y Arias de Saavedra (Utrera,1817-La Granja 1859), dama noble de la Orden de María Luisa, hija de José de Aragón y Arias de Saavedra y de Inés Arias de Saavedra y Montero-Duque, Carvajal. Le sucedió su hijo:
- Pedro Agustín Girón y Aragón (baut. Madrid, 23 de enero de 1835-Madrid, 15 de febrero de 1910), VI marqués de las Amarillas,[16] III duque de Ahumada, teniente general de los Reales Ejércitos y gentilhombre de cámara del rey.[12]

Casó, el 30 de diciembre de 1866, en Madrid, con Isabel Cristina Mesía y de Queralt,  hija de José Mesía del Barco y Pando, III duque de Tamames, VIII marqués de Campollano y senador vitalicio, y de su primera esposa, María de la Paz de Queralt y Bucareli. Sin descendientes, le sucedió su hermano:
- Agustín Girón y Aragón (1843-14 de abril de 1925), VII marqués de las Amarillas,[17] IV duque de Ahumada, grande de España,[12] III marqués de Ahumada, XIII vizcondado de las Torres de Luzón, grande de España, capitán de infantería, miembro del Consejo de Estado, teniente alcalde de Madrid, diputado a Cortes, maestrante de Ronda, caballero de la Orden de Carlos III y de la Orden de Cristo en Portugal.[17]

Casó, el 15 de octubre de 1870, con María Dolores Armero y Peñalver (La Habana, 1850-Madrid, 1935), dama de la Reina Victoria Eugenia de España hija de Antonio de Armero y Fernández de Peñaranda, y de María Teresa de Peñalver y Cárdenas,. Sin descendientes, le sucedió, en 1926, la nieta de su hermano Luis María Girón y Aragón, que había casado en primeras nupcias con Ana María Méndez de Castro y Bryan, padres de varios hijos, entre ellos, Francisco Javier Girón y Méndez de Castro, IV marqués de Ahumada, casado con Emilia Canthal y Morejón de Girón, padres de la sucesora en el marquesado de las Amarillas:
- Ana María Girón y Canthal (Madrid, 27 de agosto de 1917-Madrid, 15 de abril de 1972), VIII marquesa de las Amarillas, V duquesa de Ahumada, grande de España,[12][19] y V marquesa de Ahumada.[18]

Casó, el 1 de julio de 1943, con Diego Chico de Guzmán y Mencos, V conde de la Real Piedad, caballero de la Orden de Santiago y maestrante de Ronda, hijo de Diego Chico de Guzmán y Chico de Guzmán, IV conde de la Real Piedad, caballero de Santiago y maestrante de Granada, y de su esposa, Isabel de Mencos y Bernaldo de Quirós. En 1966, le sucedió, por distribución, su hijo:
- Francisco Javier Chico de Guzmán y Girón (n. Madrid, 23 de mayo de 1944), IX marqués de las Amarillas[20][21] y VI duque de Ahumada[12] y maestrante de Ronda.[20]

Casó, el 11 de abril de 1970, en Palma de Mallorca, con Leonor March y Cencillo, V condesa de Pernía, hija del mallorquín Bartolomé March Servera, copropietario de Banca March y de otras numerosas empresas, y de su esposa María Cencillo y González-Campos, IV condesa de Pernía. Sucedió, en 2009, por cesión, su hijo:
- Francisco Javier Chico de Guzmán y March (Madrid, 3 de enero de 1971-Madrid, 30 de octubre de 2012,[22] X marqués de las Amarillas.[23]

Casó, en Madrid, en diciembre de 1997, con Maya Boyer Ruifernández. Sucedió su hijo en 2014:
- Álvaro Chico de Guzmán Boyer, XI marqués de las Amarillas.[24][25]